# Акація біла (Одеса, № 1)
Ака́ція бі́ла  — ботанічна пам'ятка природи місцевого значення в Україні. Об'єкт природно-заповідного фонду Одеської області. 
розташована в місті Одеса, у сквері ім. Старостіна (поруч з 1-м Польовим провулком). 
Площа — 0,015 га. Статус отриманий у 1983 році. Перебуває у віданні: комунальне підприємство «Міськзелентрест». 
Статус надано для збереження одного екземпляра акації білої (Robinia pseudoacacia). 